# Sibiu (županija)
Sibiu (IPA: [si.'biu]; (mađarski:Szeben) županija nalazi se u središnjoj Rumunjskoj u povjesnoj pokrajini Transilvaniji. Glavni grad županije Sibiu je istoimeni grad Sibiu.

## Demografija
Po popisu stanovništva iz 2002. godine na prostoru županije Sibiu živjelo je 421.724 stanovnika, dok je prosječna gustoća naseljenosti 78 stan/km².
- Rumunji - 90.6% ( 382.061 stanovnika)[1]
- Mađari - 3,6% ( 15.344 stanovnika)
- Romi - 4,1% ( 17.125 stanovnika)
- Nijemci - 1,6% ( 6.554 stanovnika)
- ostali - 0,1% ( 640 stanovnika)

Religija:
- Rumunjski pravoslavci - 88,9%
- Grkokatolici - 2,3%
- Reformatorska crkva - 2,0%
- Rimokatolici - 1,5%
- Pentekostalna Crkva - 1,1%
- Baptisti 0,9%
- ostali - 3,3%

Tradicionalno u županiji Sibiu živio je veliki broj Transilvanijskih Saksonaca koji su germanski narod njemačkog podrijetla, ali poslije Drugog svjetskog rata njihov broj naglo opada, da bi preostali Saksonci napustili Rumunjsku poslije Rumunjske revolucije 1989. godine.
| Godina | Ukupno stanovnika |
| ------ | ----------------- |
| 1948.  | 335.116           |
| 1956.  | 372.687           |
| 1966.  | 414.756           |
| 1977.  | 481.645           |
| 1992.  | 452.873           |
| 2002.  | 421.724           |

## Zemljopis
Županija Sibiu ima ukupno površinu od 5.432 km ².
Na južnoj strani županije nalaze se Karpati i planine Făgăraș s visinama do 2500 metara, planine čine 30% županije. 
Najvažnije rijeke u županiji su Olt na jugu s pritokom Cibin, i rijeka Târnavom na sjeveru.

#### Susjedne županije
- Brașov na istoku.
- Alba na zapadu.
- Mureș na sjeveru.
- Vâlcea na jugu.
- Argeș na jugoistoku.

## Gospodarstvo
Sibiu županija je jedna od najdinamičnijih ekonomija u Rumunjskoj, te je jedna od regija s najviše stranih ulaganja.
Glavne gospodarske grane u županiji su :
- proizvodnja automobilskih dijelova,
- prehrambena industrija,
- tekstilna industrija,
- drvna industrija.

Najveći prirodni resurs u županiji je plin, osobito u na sjeveru županije, te je jedan od najvećih izvora u zemlji.
U gradu Copșa Mica u komunističkom periodu bila su dva kemijska kompleksa koji su teško onečistili okoliš s crnim ugljikom, teškim metalima i ostalim kemijskim supstanama. Zato se to području još uvijek smatra jednim od najzagađenijih područja u Europi. Srećom, tek nakon 1989. godine mnogo industrijskih kompleksa je zatvoreno, a područje je polako oporavlja.

## Poznate osobe
- Emil Cioran
- Octavian Goga

## Administrativna podjela
Županija Sibiu podjeljena je na dvije municipije, devet gradova i 53 općine.

### Municipiji
- Sibiu - glavni grad; stanovnika: 170.038
- Mediaș

### Gradovi
- Agnita
- Avrig
- Cisnădie
- Copșa Mică
- Dumbrăveni
- Miercurea Sibiului
- Ocna Sibiului
- Săliște
- Tălmaciu

### Općine
| - Alma - Alțâna - Apoldu de Jos - Arpașu de Jos - Ațel - Axente Sever - Bazna - Bârghiș - Biertan - Blăjel | - Boița - Brateiu - Brădeni - Bruiu - Chirpăr - Cârța - Cârțișoara - Cristian - Dârlos - Gura Râului | - Hoghilag - Iacobeni - Jina - Laslea - Loamneș - Ludoș - Marpod - Merghindeal - Micăsasa - Mihăileni | - Moșna - Nocrich - Orlat - Păuca - Poiana Sibiului - Poplaca - Porumbacu de Jos - Racovița - Rășinari - Râu Sadului | - Roșia - Sadu - Slimnic - șeica Mare - șeica Mică - șelimbăr - șura Mare - șura Mică - Tilișca - Târnava | - Turnu Roșu - Valea Viilor - Vurpăr |

## Vanjske poveznice
- Demografski podaci, prema popisu stanovništva iz 2002.  Arhivirana inačica izvorne stranice od 20. ožujka 2012. (Wayback Machine)
- Karta Rumunjske   Arhivirana inačica izvorne stranice od 16. veljače 2009. (Wayback Machine)
- Naselja rimske pokrajine Dacije
- Kulturni institut Rumunjske  Arhivirana inačica izvorne stranice od 24. siječnja 2009. (Wayback Machine)